# Coscinia marcosae
Coscinia marcosae là một loài bướm đêm thuộc phân họ Arctiinae, họ Erebidae.